# Corps volatils
Corps volatils est un roman de Jakuta Alikavazovic publié le 23 août 2007 aux éditions de l'Olivier et ayant obtenu l'année suivante le Prix Goncourt du premier roman.

## Résumé
Apres 15 ans de séparation, Estella et Colin se retrouvent dans un Paris sombre et dantesque. Enfants, il se livraient a des jeux cruels. Maintenant, Colin est trafiquant de drogues et Estelle à la recherche d'un livre écrit par son père avant de se suicider. Elle entraîne Colin dans sa quête pour ce livre pour l’écriture dont il semble être une source d'inspiration.

## Éditions
- Corps volatils, éditions de l'Olivier, 2007  (ISBN 978-2879295626).